# B.o.B Presents: The Adventures of Bobby Ray
B.o.B Presents: The Adventures of Bobby Ray ist das Debütalbum des US-amerikanischen Rappers B.o.B. Es wurde am 27. April 2010 über die Labels Grand Hustle Records, Rebel Rock Entertainment und Atlantic Records veröffentlicht.

## Veröffentlichung
Im November 2009 erklärte B.o.B während eines Interviews, sein Debütalbum werde im Mai 2010 veröffentlicht. Im Februar 2010 veröffentlichte er ein Mixtape namens May 25, dessen Titel auf den Erscheinungstermin von The Adventures of Bobby Ray hinweisen sollte. Als jedoch die erste Vorabsingle des Albums, Nothin’ On You, weltweit ein größerer Erfolg als erwartet wurde, zog man das Releasedatum auf den 27. April vor.

## Titelliste
| #  | Titel                | Feature(s)              | Produzent                       | Länge |
| -- | -------------------- | ----------------------- | ------------------------------- | ----- |
| 1  | Don’t Let Me Fall    |                         | B.o.B                           | 4:35  |
| 2  | Nothin’ on You       | Bruno Mars              | The Smeezingtons                | 4:29  |
| 3  | Past My Shades       | Lupe Fiasco             | B.o.B                           | 3:33  |
| 4  | Airplanes            | Hayley Williams         | Alex da Kid, Frank E.           | 3:01  |
| 5  | Bet I                | T.I., Playboy Tre       | Kuttah                          | 4:17  |
| 6  | Ghost in the Machine |                         | B.o.B                           | 3:26  |
| 7  | The Kids             | Janelle Monáe           | Frank E.                        | 3:26  |
| 8  | Magic                | Rivers Cuomo            | Lukasz Gottwald                 | 3:26  |
| 9  | Fame                 |                         | The Knux                        | 3:41  |
| 10 | Lovelier Than You    |                         | B.o.B                           | 4:04  |
| 11 | 5th Dimension        | Ricco Barrino           | B.o.B, T.I., Lil' C             | 3:23  |
| 12 | Airplanes, Part II   | Hayley Williams, Eminem | Alex da Kid, Eminem, Luis Resto | 5:19  |

## Mitwirkende
| - Aaron Bay-Schuck – A & R - B-Rich – Filmproduzent - B.o.B – Executive Producer - Ryan Brady – Marketing - LaTrice Burnette – Marketing - Corday “Dezedwell” Cardwell – Grafik - Mike Caren – A&R - John Coster – Marketing - Brian “Busy” Dackowski – Marketing - Anne Declemente – A&R - Chris Gehringer – Mastering | - Rob Gold – Kunst Produzent, Kunst Manager - Jim Jonsin – Executive Producer - Alex Danger Kirzhner – Design - Sydney Margetson – Publicity - Isam “MrNuDay” Muhammad – Grafik - Shanieke Peru – Stylist - Doug Peterson – Filmproduzent - Sam Riback – A&R - Alex Schwartz – A&R - Pamela Simon – Packaging Manager - T.I. – Executive Producer |

## Kritiken
Nach der Veröffentlichung des Albums erhielt es eine Bewertung von 67 % von Metacritic. Allmusic-Autor David Jeffries gab dem Album eine Bewertung von  und lobte die musikalische Vision von Bobby Ray. Todd Martens, Autor der Los Angeles Times, gab dem Album eine Bewertung von  und meinte, dass in B.o.B ein junger Kanye West stecke. Paul MacInnes von The Guardian gab dem Album eine Bewertung von  Sternen und kritisierte, dass es dem Album an Leidenschaft fehle.
Bei den Grammy Awards 2011 wurde B.o.B Presents: The Adventures of Bobby Ray in der Kategorie Best Rap Album nominiert, unterlag jedoch Recovery von Eminem.

## Kommerzieller Erfolg

### Chartplatzierungen
| ChartsChartplatzierungen       | Höchstplatzierung | Wochen |
| ------------------------------ | ----------------- | ------ |
| Deutschland (GfK)              | 93 (1 Wo.)        | 1      |
| Schweiz (IFPI)                 | 47 (15 Wo.)       | 15     |
| Vereinigte Staaten (Billboard) | 1 (39 Wo.)        | 39     |
| Vereinigtes Königreich (OCC)   | 17 (18 Wo.)       | 18     |

| ChartsJahrescharts (2010)      | Platzierung |
| ------------------------------ | ----------- |
| Vereinigte Staaten (Billboard) | 61          |

### Auszeichnungen für Musikverkäufe
| Land/Region                  | Auszeichnungen für Musikverkäufe (Land/Region, Auszeichnung, Verkäufe) | Verkäufe  |
| ---------------------------- | ---------------------------------------------------------------------- | --------- |
| Dänemark (IFPI)              | Platin                                                                 | 20.000    |
| Kanada (MC)                  | Gold                                                                   | 40.000    |
| Neuseeland (RMNZ)            | Platin                                                                 | 15.000    |
| Vereinigte Staaten (RIAA)    | 2× Platin                                                              | 2.000.000 |
| Vereinigtes Königreich (BPI) | Gold                                                                   | 100.000   |
| Insgesamt                    | 2× Gold · 4× Platin ·                                                  | 2.175.000 |